# Roped (film, 2020)
Pour plus de détails, voir Fiche technique et Distribution.
Roped est un film américain réalisé par Shaun Paul Piccinino à partir d'un scénario de John Ducey. Les acteurs principaux du film sont Josh Swickard, Casper Van Dien et Lorynn York. Le film est sorti aux États-Unis sur Netflix le 2 mai 2020.

## Syniosis
Un cow-boy vedette d'un rodéo itinérant perd son chemin lorsqu'il tombe amoureux de la fille d'un conseiller municipal endurci.

## Fiche technique
Sauf indication contraire, les informations mentionnées dans cette section peuvent être confirmées par la base de données cinématographiques IMDb,  présente dans la section « Liens externes ».
- Titre : Roped
- Titre québécois : Sans arme
- Réalisation : Shaun Paul Piccinino
- Scénario : John Ducey
- Décors : Michael Cooper
- Costumes : Elizabeth Mintree-Jett
- Photographie : Reuben Steinberg
- Montage : Eric Potter
- Casting : Beverly Holloway
- Musique : Jamie Christopherson (en)
- Production : Ali Afshar, Christina Moore
  - Coproduction : Daniel Carrey
- Sociétés de production : ESX Entertainment, Forrest Films
- Société de distribution : Netflix (États-Unis)
- Pays d’origine :  États-Unis
- Langue originale : anglais
- Format : couleur
- Durée : 91 minutes
- Dates de sortie : 
  - États-Unis, Australie : 2 mai 2020 (Netflix)
  - Canada : 23 juillet 2020 (Netflix)

## Distribution
- Josh Swickard : Colton Burtenshaw
- Casper Van Dien : Robert Peterson
- Lorynn York : Tracy Peterson
- Christina Moore : Patty Peterson
- John Schneider : Shawn
- Michael Roark (de) : Vince Lockwood
- Shane Graham : Hank
- Cooper Lundeen : Luke Peterson
- Javicia Leslie : Britney
- Spencer Neville : Dylan
- Jay Alan Christianson : Gary Smoot
- Christine Elliott : Jenna
- Vivian McCall : Ava

## Production
Le tournage a eu lieu à Petaluma, en Californie du 15 Septembre au 6 Octobre 2017.